# Beyza Şekerci
Beyza Şekerci (* 24. September 1988 in Istanbul) ist eine türkische Schauspielerin und Fernsehmoderatorin.

## Leben und Karriere
Şekerci wurde am 24. September 1988 in Istanbul geboren. Sie studierte an der Mimar Sinan Üniversitesi. Ihr Debüt gab sie 2005 in der Fernsehserie Beyaz Gelincik. Anschließend spielte sie 2008 in Süper Babaanne mit. Von 2009 bis 2010 wurde sie für die Serie ES-ES gecastet.
Zwischen 2011 und 2012 bekam Şekerci in der Serie Firar eine Hauptrolle. 2015 heiratete sie den türkischen Schauspieler Engin Hepileri. Außerdem trat sie 2017 in dem Film Damat Takımı auf. Seit 2020 modierte sie die Sendung Kamera Arkası.

## Filmografie
Filme
- 2011: Türkan
- 2013: Gelmeyen Bahar
- 2015: Takım: Mahalle Ağacı
- 2017: Damat Takımı

Serien
- 2015: Beyaz Gelincik
- 2008: Süper Babaanne
- 2009–2010: ES-ES
- 2010: Bitmeyen Şarkı
- 2011–2012: Firar
- 2013–2014: İntikam
- 2014: Hayat Ağacı
- 2022: Hayaller ve Hayatlar

## Moderation

### Fortlaufend
- seit 2020: Kamera Arkası, NOW (Türkei)

### Ehemalig
- 2023: En Güzel Dönüşüm, NOW